# Jean-Marie Cavada
Jean-Marie Cavada (Épinal, 24 settembre 1940) è un politico francese membro del Parlamento europeo per l'Île-de-France nella VI, VII e VIII Legislatura.

## Biografia
Jean-Marie Cavada inizia la propria carriera giornalistica alla RTF nel 1960, passando nove anni più tardi a France Inter. Passato ancora per varie emittenti radiofoniche e televisive quali ORTF, RTL, FR3, TF1 e Antenna 2; raggiunge il culmine della propria carriera giornalistica con la creazione di un nuovo canale televisivo incentrato sulla cultura, La Cinquième, di cui è presidente fino al 1997, anno in cui viene nominato da CSA presidente di RFO. Nel 1998 viene nominato una prima volta presidente di Radio France, alla guida della quale è nominato nuovamente per un mandato di cinque anni nel 2001. Sotto la sua presidenza le quattro stazioni di Radio France (France Info, France Inter, France Culture e France Musiques) ottengono una maggiore autonomia. La sua presidenza è inoltre caratterizzata da numerosi conflitti sindacali, con lo sciopero di otto giorni dei tecnici di France Info nel febbraio 2003 e soprattutto lo sciopero di 18 giorni dei giornalisti di Radio France nel febbraio 2004, il più lungo nell'ente in venticinque anni.

### Carriera politica
Dopo le dimissioni da Radio France, nel 2004 Cavada entra in politica, correndo come indipendente per l'Unione per la Democrazia Francese alle elezioni europee dello stesso anno nella Francia sud-occidentale, in cui viene eletto. In Parlamento nel 2005 diviene presidente della Commissione per le libertà civili, la giustizia e gli affari interni, carica che manterrà fino al 2008. Nel 2007 sostiene François Bayrou in vista delle elezioni presidenziali, ma qualche mese dopo decide di abbandonare l'UDF per fondare Alliance citoyenne pour la démocratie en Europe - Avenir démocrate. Nel 2008 viene eletto consigliere comunale di Parigi, carica da cui si dimetterà nel 2010.
Nel 2009, dopo aver aderito al Nuovo Centro, si candida in quota NC nella circoscrizione dell'Île-de-France nella lista della Majorité Présidentielle, frutto dell'accordo tra UMP, NC e LGM, risultando il terzo tra gli eletti della lista, dietro al capolista Michel Barnier e a Rachida Dati. In Parlamento diviene il presidente del NC nel Parlamento Europeo e il vicepresidente della delegazione francese nel PPE. Nel 2011 viene eletto presidente della sezione francese del Movimento Europeo Internazionale.
Nel 2014 è candidato in seconda posizione nella lista di L'Alternative, la coalizione tra UDI, MoDem e partiti minori, sempre nella circoscrizione dell'Île-de-France, venendo rieletto eurodeputato. A settembre 2014 però lascia l'UDI e il NC per aderire al nuovo partito Nous Citoyens, di cui diviene presidente. Il 29 giugno 2015 lascia anche Nous Citoyens per creare "una nuova struttura".
Nel giugno 2015 Cavada presenta un emendamento al rapporto di Julia Reda sulla revisione della Direttiva europea sul copyright in cui sostiene modifiche legislative che restringano la libertà di panorama in tutta l'Unione europea, affermando che ciò limiterebbe l'impatto dei "monopoli americani come Facebook e Wikimedia", e proteggerebbe "un settore della cultura e della creatività europea".